# フェスティバス
フェスティバス（英:Festivus）とは、12月23日に祝われるパロディ祭日である。半ば冗談でありながら、クリスマスの過度の商業主義などに反動する意味も込められている。

## 発祥

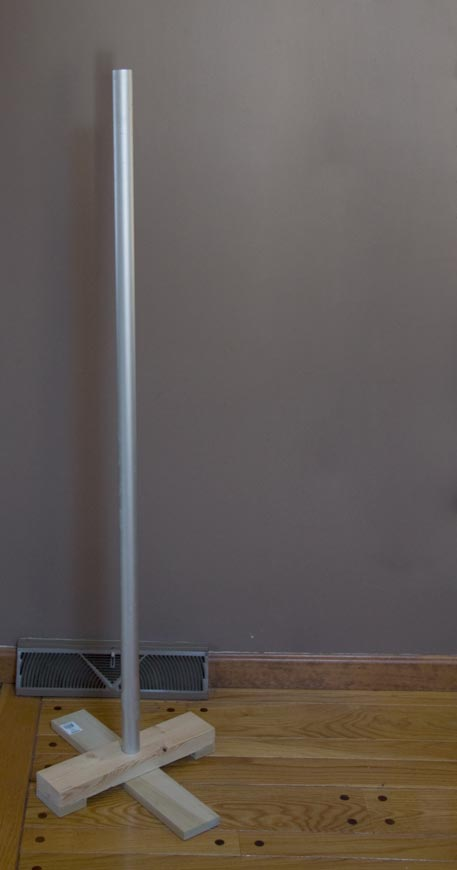
フェスティバスの棒

フェスティバスは元々、アメリカのコメディ・ドラマ"Seinfeld"（となりのサインフェルド）に携わったテレビ劇作家ダン・オキーフ(Dan O'Keefe)の家族の習慣であったが、1997年に同番組の一話「ストライキ」のテーマになったことをきっかけに、より広く知られるようになった。
「となりのサインフェルド」で放送されている内容によると、フェスティバスの行事として、フェスティバスの夕食や飾り気のないアルミの棒をクリスマスツリー代わりに飾ることなどがある。同番組ではフェスティバスのことを"a Festivus for the rest of us"と呼ぶ。これは韻を踏んだ文章で、「（クリスマスを祝う人々以外）残りの人のための祭り」という意味である。
番組の放送をきっかけに、実際にフェスティバスを祝うようになった人も現れた。ただし、どれほど真剣に祝っているかは人それぞれである。また、アメリカの無神論者団体が、国家がキリスト教徒を不平に優遇していることに対する抗議活動にフェスティバスの棒やフェスティバス関連の習慣を取り入れることがある。
しばしば宗教の違いが原因で問題や対立が起こるアメリカでは、最も世俗的で宗教に囚われず異なった宗教の人々が集まれるという意味で、完璧な年末の祝日と評価されることもある。

## 特徴
- 宗教的思想と関係なく誰でも祝える。
- 金がほとんどかからないので、金の無駄遣いをしないのがポイントである。

## 行事
- Airing of Grievances （文句の言い合い） - フェスティバスを祝っている仲間の誰かについて、気に入らないところがあれば、あえて指摘する。
- Feats of Strength （力試し） - 参加者各自が自分の力強さを様々な方法で見せ合う。
- Festivus Miracles （フェスティバスの奇跡） - 容易に説明がつくような出来事があっても、それが奇跡だと言い張るのが約束事である。